# Golfo de Van Diemen
El golfo de Van Diemen (del inglés: Van Diemen Gulf) es un golfo de Australia localizado entre la Tierra de Arnhem, de la adjunta península de Cobourg y la isla Melville, en el norte del país. Está conectado, al oeste, con el mar de Timor, por el estrecho de Clarence (cerca de la ciudad de Darwin); y, al norte, con el mar de Arafura, a través del estrecho de Dundas (entre la isla de Melville y la península de Cobourg). Comprende una superficie de unos 14.000 km².
En el golfo desembocan los ríos South Alligator, East Alligator y Adelaide.

## Historia
El golfo lleva su nombre en honor a Anthony van Diemen (1593-1645), un gobernador colonial neerlandés que consolidó el imperio neerlandés en el Extremo Oriente. Bajo su mandato se llevaron a cabo los dos exitosos viajes de exploración de Abel Janszoon Tasman (1642 y 1644), en el segundo de los cuales se descubrió y nombró este golfo.